# Clip art

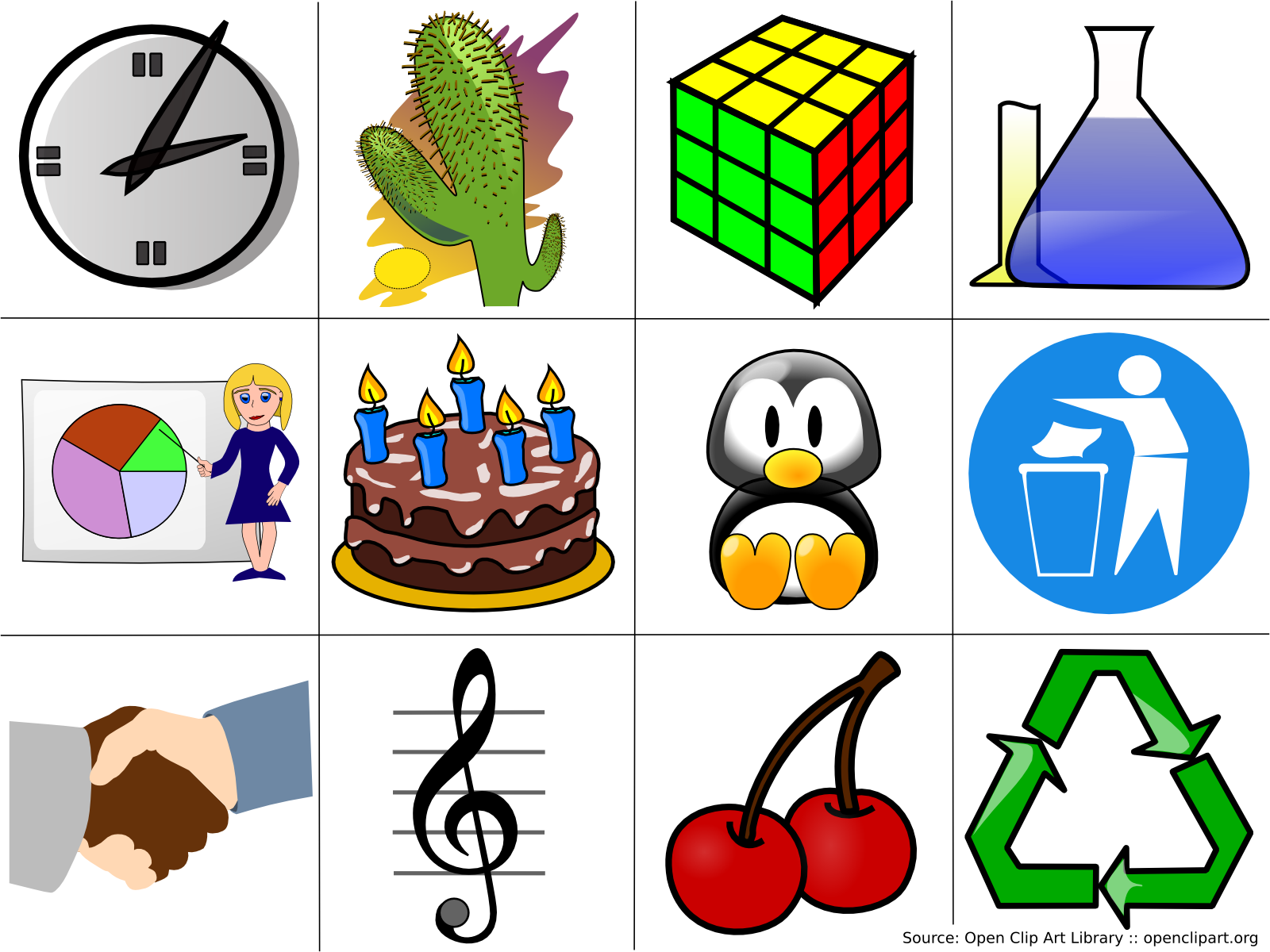
Esempi di computer clip art (fonte: Open Clip Art Library)

In informatica, la clip art (lett.: ritaglio di illustrazione) è un'immagine pre-generata. Il nome si riferisce a delle immagini utilizzate per illustrare qualsiasi argomento. Oggi, la clip art è ampiamente utilizzata in progetti sia personali che commerciali, che vanno dai biglietti di auguri fatti in casa a relazioni e presentazioni di progetti. Generalmente si tratta di immagini fatte a mano o con programmi di grafica e non include la fotografia. Gran parte si tratta di grafica vettoriale, per esempio file tipo svg, perché facilmente deformabili nelle dimensioni volute dall'utilizzatore e meno pesanti. Sono reperibili intere raccolte di Clip art, sia libere che commerciali.

## Storia

### Anni '70[3]
Prima dei personal computer, le clip art erano ampiamente utilizzate nell'industria editoriale e create a mano da disegnatori. Erano strettamente associate al processo di incollaggio meccanico per il layout delle pagine. Ciò era un processo lungo e faticoso e ha comportato una grande attenzione ai dettagli. La crenatura del documento (lo spazio tra le lettere) e l'interlinea (lo spazio tra le righe) erano misurate con un righello.
Una pagina completata e pronta è stata definita "meccanica". La grafica aggiunta alle pagine doveva essere "ritagliata". Quindi il progetto era attaccato alla pagina meccanica con cemento di gomma o altro adesivo semipermanente. Infine, la pagina meccanica veniva fotografata per creare un negativo per ogni lastra di stampa.

### Anni '80[3]
Prodotto da VCN, ExecuVision è stato tra i primi software di presentazione disponibili in commercio. Il software è stato progettato per il PC IBM e fornito con la prima libreria di clip art disegnate professionalmente.
Clip art aggiuntive possono essere caricate nel software da floppy disk separati. All'epoca ogni disco aggiuntivo costava circa 90 dollari.
MacPaint (il primo programma di disegno basato su interfaccia grafica disponibile su Macintosh) è stato importante nella storia delle clip art perché ha fornito un modo semplice per crearle.
Le clipart diventarono modelli preimpostati che gli artisti potevano prendere e manipolare per creare nuove opere d'arte.
MacPaint richiedeva un Apple Macintosh, che era proibitivo per la maggior parte dei consumatori. Tuttavia, il computer ha avuto successo nei mercati del desktop publishing e dell'istruzione.
Chiunque con MacPaint poteva produrre per la prima volta, vendere e utilizzare clip art in formati bitmap. Ciò portò a un intero settore commerciale basato sulla creazione e vendita di clip art digitali. Ciò include i primi pionieri degni di nota come T/Maker Company e Compuset.
Nel 1985, quando Aldus ha rilasciato Page Maker 5 per il desktop publishing, le clip art si sono diffuse molto. Aldus ha permesso all'utente domestico di produrre pubblicazioni di qualità professionale, che hanno reso le clip art molto popolari e molto richieste. Le persone hanno iniziato a produrre in casa e anche senza particolari competenze artistiche materiale come presentazioni aziendali, newsletter, inviti e opuscoli. Tale tecnologia ha consentito design semplici e colori di base.
Nel 1986 Adobe ha introdotto Illustrator per Macintosh. Tale software è degno di nota in quanto ha introdotto l'editing grafico basato su vettori.
In precedenza le clip art erano disponibili in formato bitmap o raster. Le immagini bitmap vengono create da una grande griglia di pixel multicolori. Ciò portava a una qualità degradata a dimensioni maggiori, nel caso cioè l'immagine venisse ingrandita.
La grafica vettoriale infatti utilizza i dati geometrici per determinare come vengono disegnate le forme. Ciò consente di ridimensionare la grafica in base alle esigenze senza perdita di qualità.

### Anni '90[3]

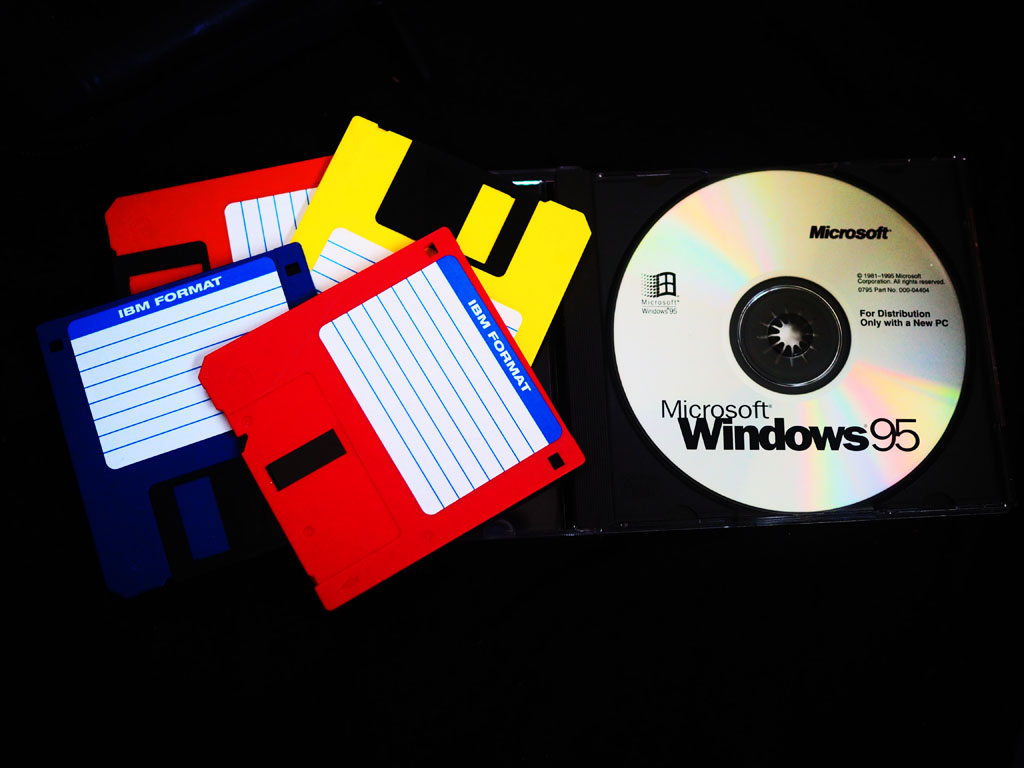
Floppy disc e CD-ROM degli anni 90

La maggior parte degli editori si allontanò dall'incollaggio meccanico all'inizio degli anni '90. I software di desktop publishing come Adobe Indesign o QuarkXPress hanno reso la progettazione di stampa molto meno faticosa e macchinosa. Diminuì il numero necessario di persone per impaginare e si ridusse il tempo per farlo.
Negli anni '90 i CD-ROM iniziarono a sostituire i floppy disk come metodo per installare software sui personal computer. I CD potevano contenere centinaia di volte più dati dei floppy disk. Molte clipart infatti iniziarono ad essere distribuite su CD.
Anche T/Maker, che ha costruito la sua attività sulla vendita di piccoli pacchetti di clip art di alta qualità, è entrata nel mercato delle clip art di volume. Nel 1995 è diventato l'editore esclusivo di oltre 500.000 immagini prive di copyright, per creare quella che sarebbe stata, all'epoca, una delle più grandi librerie di clip art del mondo.
Tuttavia, l'aumento dello stoccaggio ha avuto alcuni effetti interessanti sul settore. Ai tempi dei floppy disk, le aziende si concentravano sulla produzione di alcuni set di alta qualità con un certo aspetto stilizzato.
Ciò è cambiato con l'introduzione dei CD. Durante questo periodo le aziende iniziarono a commercializzare clipart dando più importanza alla quantità di illustrazioni rispetto alla loro qualità. Avere una libreria di immagini per ogni occasione, anche se non professionali, diventò una proposta commerciale più preziosa rispetto ad avere poche clipart ben realizzate.
A metà degli anni '90 Microsoft iniziò a raggruppare clip art con diversi prodotti, in particolare la versione 1996 di Microsoft Word 6.0. Questa versione di Word è stata fornita in bundle (una directory che raggruppa un eseguibile e le relative risorse in una struttura standardizzata) con 82 diversi elementi grafici di clip art, gratuiti per chiunque avesse acquistato Word.
Microsoft amplierà la libreria a più di 140.000 clipart negli anni successivi al rilascio di Word 6.0.

### Anni 2000[3]
La crescita di Internet ha ulteriormente diversificato il modello di distribuzione delle clip art. Invece di acquistare CD pieni di immagini, iniziarono ad apparire online grandi librerie di clipart scaricabili. In particolare apparvero iclipart.com e graphicsfactory.com, che sono state tra le prime librerie online.
Le librerie Internet fornivano altre due opzioni di licenza. Si poteva acquistare una singola licenza o pagare un abbonamento, che dava agli utenti accesso illimitato all'intera libreria di immagini.
Non passò però molto tempo prima che le librerie di clip art completamente gratuite iniziassero ad apparire.

### Anni 2010
Il 1º dicembre 2014 Microsoft ha pubblicato un breve post sul blog in cui annunciava la chiusura della libreria di clip art di Office.com:
La libreria di clip art e immagini di Office.com ha chiuso. I clienti possono comunque aggiungere immagini ai propri documenti, presentazioni e altri file che hanno salvato sui propri dispositivi (telefoni, tablet e PC), OneDrive e SharePoint. I clienti hanno anche la possibilità di aggiungere immagini ai propri documenti utilizzando Bing Image Search.
Bing Image Search utilizza un filtro del copyright basato sul sistema di licenza Creative Commons. I risultati restituiti sono immagini contrassegnate con licenze Creative Commons. Viene fornito un collegamento alla fonte dell'immagine, che dovresti utilizzare per esaminare la fonte dell'immagine e la licenza applicabile per determinare se il tuo utilizzo sarà conforme alla licenza. (Le impostazioni possono essere modificate per mostrare tutti i risultati Web per visualizzare più immagini.) Tuttavia, sei responsabile del rispetto dei diritti degli altri, incluso il copyright.
—Doug Thomas

## Galleria d'immagini

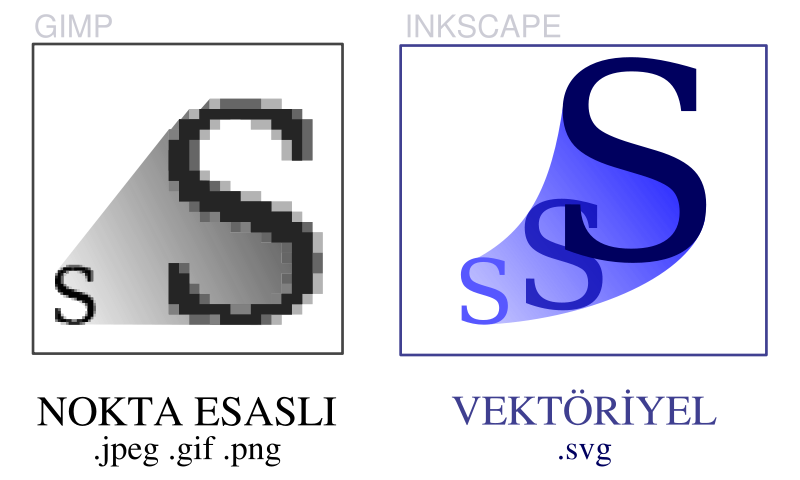
A sinistra un'immagine bitmap, a destra un'immagine vettoriale
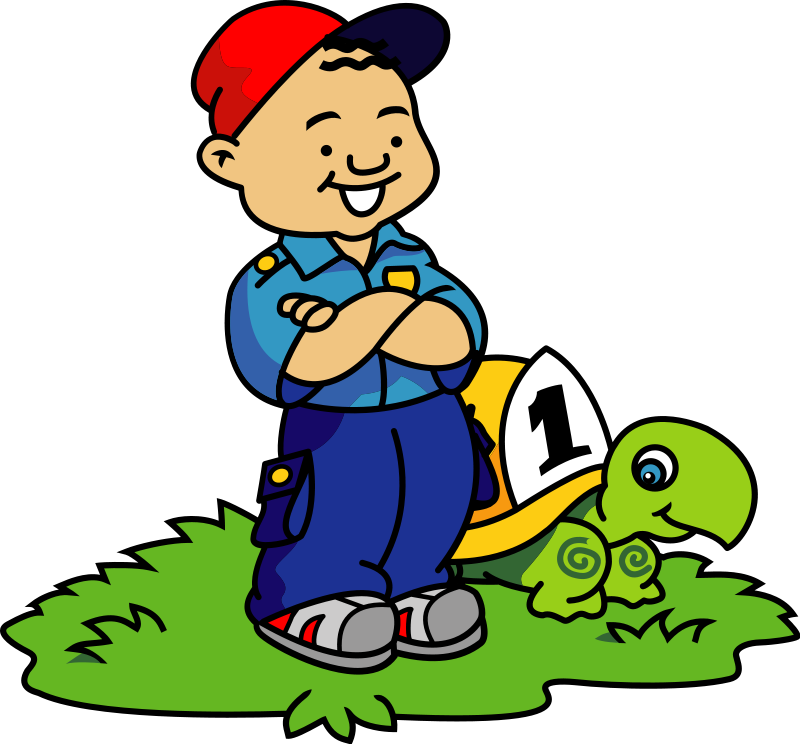
ClipArt di un ragazzo e una tartaruga, da Openclipart
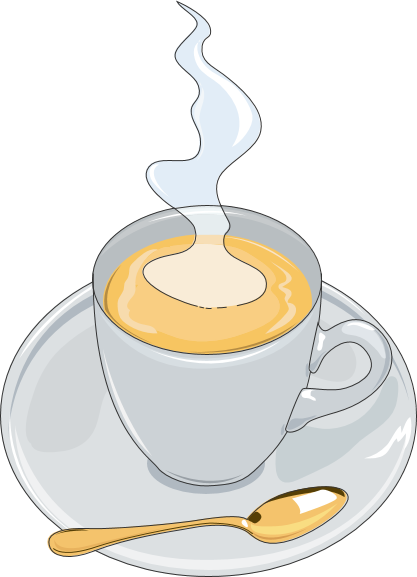
Clip art di un caffè condiviso con licenza CC-BY-3.0
Adobe Illustrator, software molto usato nella grafica vettoriale
Trilobita in formato clipart vettoriale
Clipart vettoriale di un'ambulanza